# لورانس بلاك
لورانس بلاك (15 سبتمبر 1881 في المملكة المتحدة - 14 أغسطس 1959 في المملكة المتحدة) (بالإنجليزية: Lawrence Black)‏ هو لاعب كريكت بريطاني وبريطاني (وحمل سابقاً جنسية المملكة المتحدة لبريطانيا العظمى وأيرلندا). لعب مع نادي مقاطعة هامبشاير للكريكت ‏.